# Josefina
Josefina is een gemeente in de Filipijnse provincie Zamboanga del Sur op het eiland Mindanao. Bij de laatste census in 2007 had de gemeente bijna 11 duizend inwoners.

## Geografie

### Bestuurlijke indeling
Josefina is onderverdeeld in de volgende 14 barangays:
| - Bogo Calabat - Dawa - Ebarle - Gumahan - Leonardo - Litapan - Lower Bagong Tudela | - Mansanas - Moradji - Nemeño - Nopulan - Sebukang - Tagaytay Hill - Upper Bagong Tudela |

## Demografie
Josefina had bij de census van 2007 een inwoneraantal van 10.796 mensen. Dit zijn 2.038 mensen (23,3%) meer dan bij de vorige census van 2000. De gemiddelde jaarlijkse groei komt daarmee uit op 2,93%, hetgeen hoger is dan het landelijk jaarlijks gemiddelde over deze periode (2,04%). Vergeleken met de census van 1995 is het aantal mensen met 1.772 (19,6%) toegenomen.

De bevolkingsdichtheid van Josefina was ten tijde van de laatste census, met 10.796 inwoners op 56,35 km², 191,6 mensen per km².